# Coròbios
Coròbios o Corobi (Corobius, Koróbios, Κορώβιος) fou un ciutadà de Itanos a Creta.
Els habitants de Tera buscaven algú per dirigir una colònia a Líbia que els havia encarregat l'oracle de Delfos, i Coròbios va acceptar la feina i va conduir l'expedició a l'illa de Platea a la costa líbia. Corobius es va quedar a l'illa a fer els preparatius mentre els therans tornaven a la seva illa a recollir als colons, però no van tor-nar a temps. Coròbios va acabar les provisions i va estar a punt de morir, però es va salvar mercès a un vaixells de Samos que va passar per l'illa en el seu camí cap a Egipte. Finalment els therans dirigit per Aristeu (Batos I), van fundar la colònia.